# Evangelische Waldenserkirche

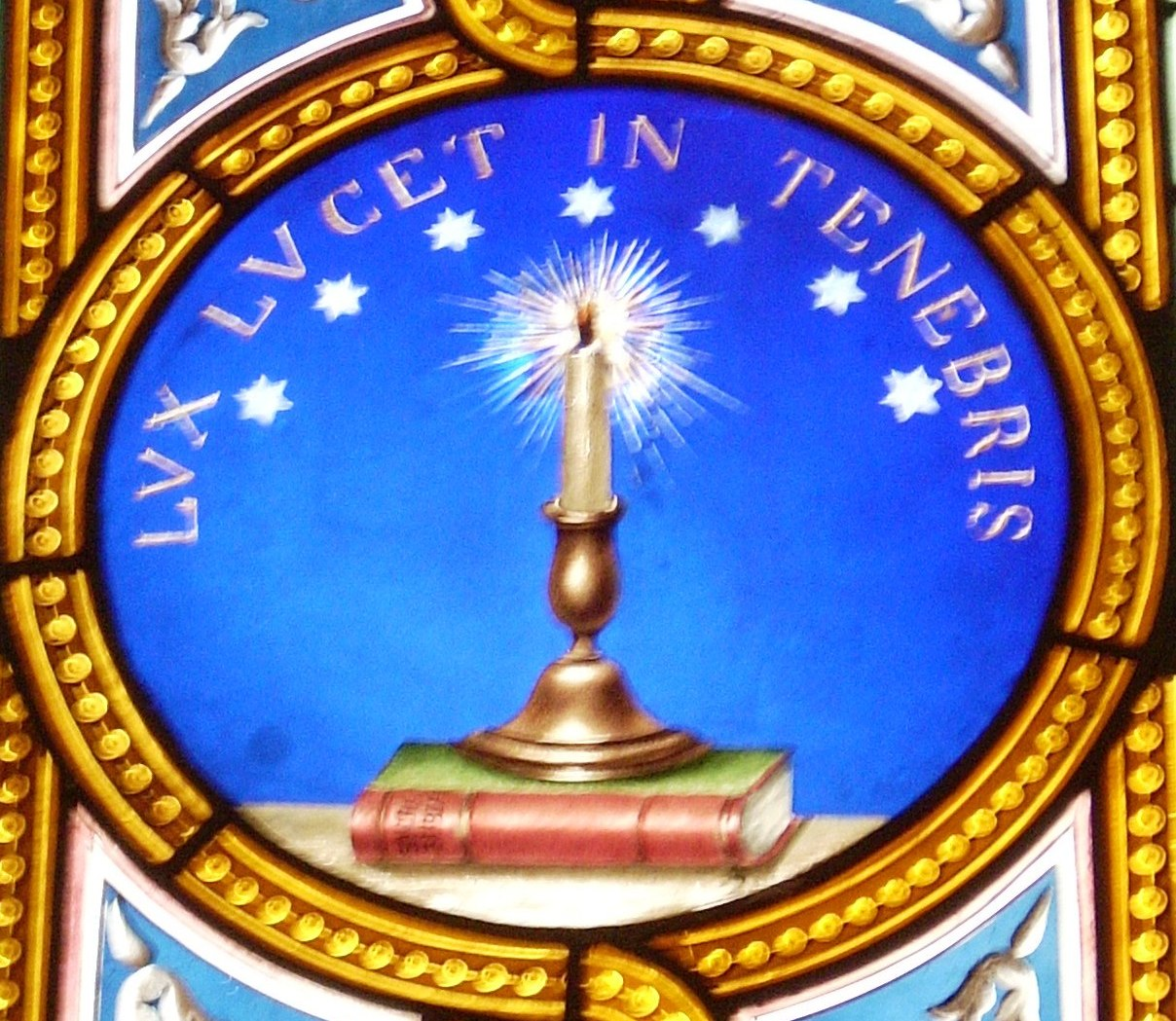
Wappen der Waldenser, Glasfenster (Detail) der Waldenserkirche in Rom

Die Evangelische Waldenserkirche (Chiesa Evangelica Valdese) ist eine der größten evangelischen Kirchen Italiens. Sie ist hervorgegangen aus der mittelalterlichen Reformbewegung der Waldenser. Bei der Synode von Chanforan 1532 beschloss die Bewegung ihren Anschluss an die Reformation schweizerischer Prägung und ist seitdem nach Lehre und Kirchenverfassung eine reformierte Kirche. Lange Zeit verfolgt, konnte sie sich erst nach 1848 in ganz Italien ausbreiten.
Nach längerer Kooperation schlossen sich die Gemeinden der Evangelischen Waldenserkirche und der Methodistischen Kirche Italiens 1975 zu einer Verwaltungsunion zusammen.

## Mitgliederzahl

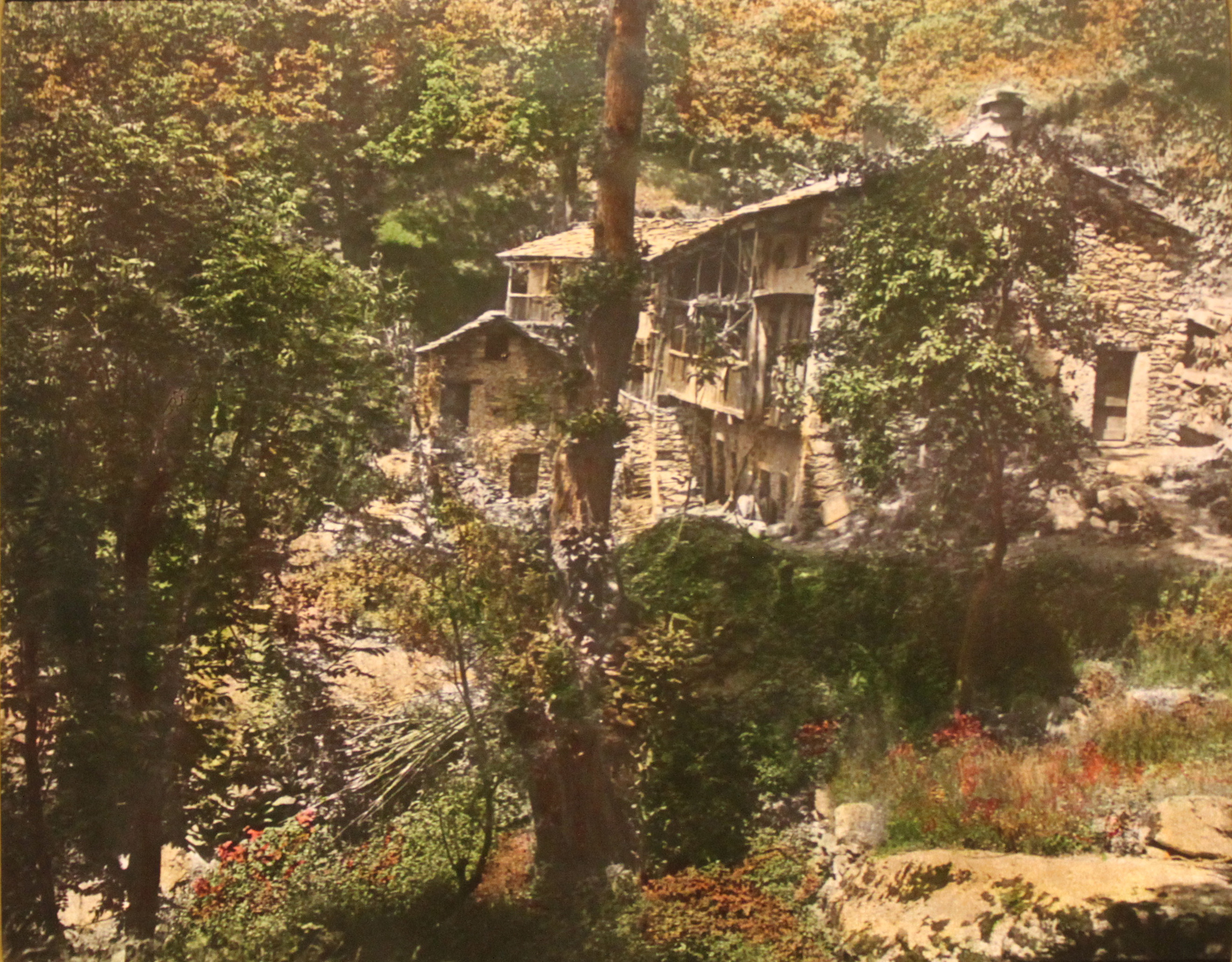
Hof in den Waldensertälern, um 1895

Die Evangelische Waldenserkirche hatte 2018 nach eigener Darstellung etwa 45.000 Mitglieder, die zu drei unterschiedlichen Gruppen gehören:
1. Achtzehn Gemeinden mit dem Zentrum Torre Pellice in den Waldensertälern, dem traditionellen Rückzugsgebiet der Waldenser in den Zeiten der Verfolgung: Angrogna, Bobbio Pellice, Luserna San Giovanni, Massello, Perrero-Maniglia, Pinerolo, Pomaretto, Prali, Pramollo, Prarostino, Rodoretto-Fontane, Rorà,  San Germano Chisone, San Secondo di Pinerolo, Torre Pellice, Villar Pellice, Villar Perosa, Villasecca.
2. Diaspora innerhalb Italiens: Kirchengebäude in Turin (älteste Gründung außerhalb der Täler), Florenz, Rom (Tempio Valdese di Roma), Palermo, Riesi und anderen italienischen Städten.
3. Evangelische Waldenserkirche vom Rio de la Plata (Iglesia Evangelica Valdese del Rio de la Plata) mit etwa 15.000 Mitgliedern, mit einem Siedlungskern in Uruguay und Diasporagemeinden in den beiden Staaten Uruguay und Argentinien.

## Glaubensbekenntnis
Die Evangelische Waldenserkirche teilt mit den meisten anderen christlichen Konfessionen das Apostolische Glaubensbekenntnis und das Glaubensbekenntnis von Nizäa-Konstantinopel. In einer Zeit großer Gefahr, als französische und savoyische Truppen in die piemontesischen Täler einfielen, formulierte sie 1655, in Anlehnung an die von Johannes Calvin verfasste Confessio Gallicana, zusätzlich ein eigenes Glaubensbekenntnis (Relation vèritable de ce qui s’est passé dans les persucutions et massacres, faites cette années, aux églises reformées de Piedmont etc.).

## Kirchenverfassung

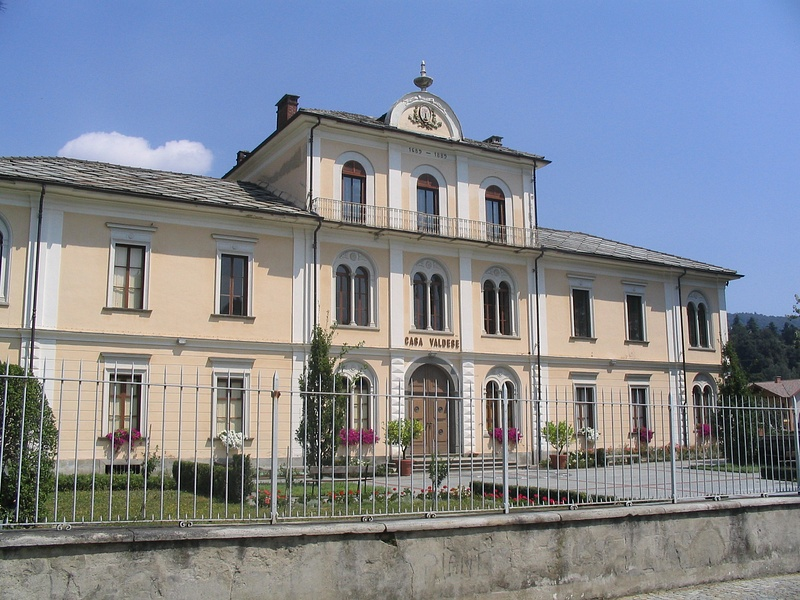
Casa Valdese in Torre Pellice, Via Beckwirth 2: hier tagt die Synode

Die Kirche hat eine presbyteriale Verfassung; die Ortsgemeinden sind autonom. Grundsätzliche Fragen werden von den Delegierten der Ortsgemeinden auf der jährlichen Synode beraten, die wiederum die Tavola Valdese als Exekutive wählt.

### Synode
Die Leitung der Kirche geschieht durch die Synode, welche einmal jährlich im August in Torre Pellice zusammentritt. Die einzelnen Ortsgemeinden entsenden Deputierte zur Synode, der außerdem die Pastoren und die Beauftragten für verschiedene Tätigkeitsfelder der Kirche angehören. Außer den Mitgliedern mit Stimmrecht sind auf der Synode auch Teilnehmer mit beratender Stimme anwesend. Die Synode ist zuständig für die Beziehungen zu anderen Kirchen der Ökumene, für Fragen des Gottesdienstes und für die Ernennung der Professoren der Theologischen Fakultät. Außerdem wählt die Synode die Mitglieder der Tavola Valdese.

### Tavola Valdese
Zwischen den Synoden ist die für jeweils sieben Jahre gewählte Tavola Valdese das Leitungsgremium der Kirche. Sie entspricht dem, was in anderen reformierten Kirchen Synodalpräsidium oder Moderamen genannt wird. Die Bezeichnung „Tafel“ ist historisch: In früheren Jahrhunderten saßen die Mitglieder des Gremiums an einem Tisch mitten im Versammlungsraum und wurden auf Französisch (damals die Sprache der Waldenser) als les officiers de la Table bezeichnet.
Aktuell (ab August 2019) gehören folgende Personen, Laien und Theologen, zur Tavola Valdese:
- Alessandra Trotta (Moderatorin),
- Erika Tomassone (Vizemoderatorin),
- Italo Pons,
- Dorothea Müller,
- Laura Turchi,
- Greetje van der Veer,
- Ignazio Di Lecce.[7]

### Wichtige Beschlüsse
Seit 1962 gibt es in der Waldenserkirche die Frauenordination. Dieser Schritt war zuvor vierzehn Jahre diskutiert worden.
2010 beschloss die Synode, die Segnung gleichgeschlechtlicher Partnerschaften zu ermöglichen. In einem Interview mit der Nachrichtenagentur NEV erläuterte Maria Bonafede, Moderatorin der Tavola Valdese: „Es geht nicht darum, ob wir Homosexuelle in unserer Kirche willkommen heißen. Es geht um den Segen für eine Partnerschaft zweier Menschen, die öffentlich und vor ihrer Glaubensgemeinschaft ihre gemeinsame Lebensreise bezeugen möchten. Dazu müssen wir verstehen, was Segen in der Bibel und in der Kirche bedeutet. Segen heißt nicht Ehe, denn die Ehe ist für uns Protestanten kein Sakrament, sondern eine zivilrechtliche Angelegenheit.“

## Einrichtungen

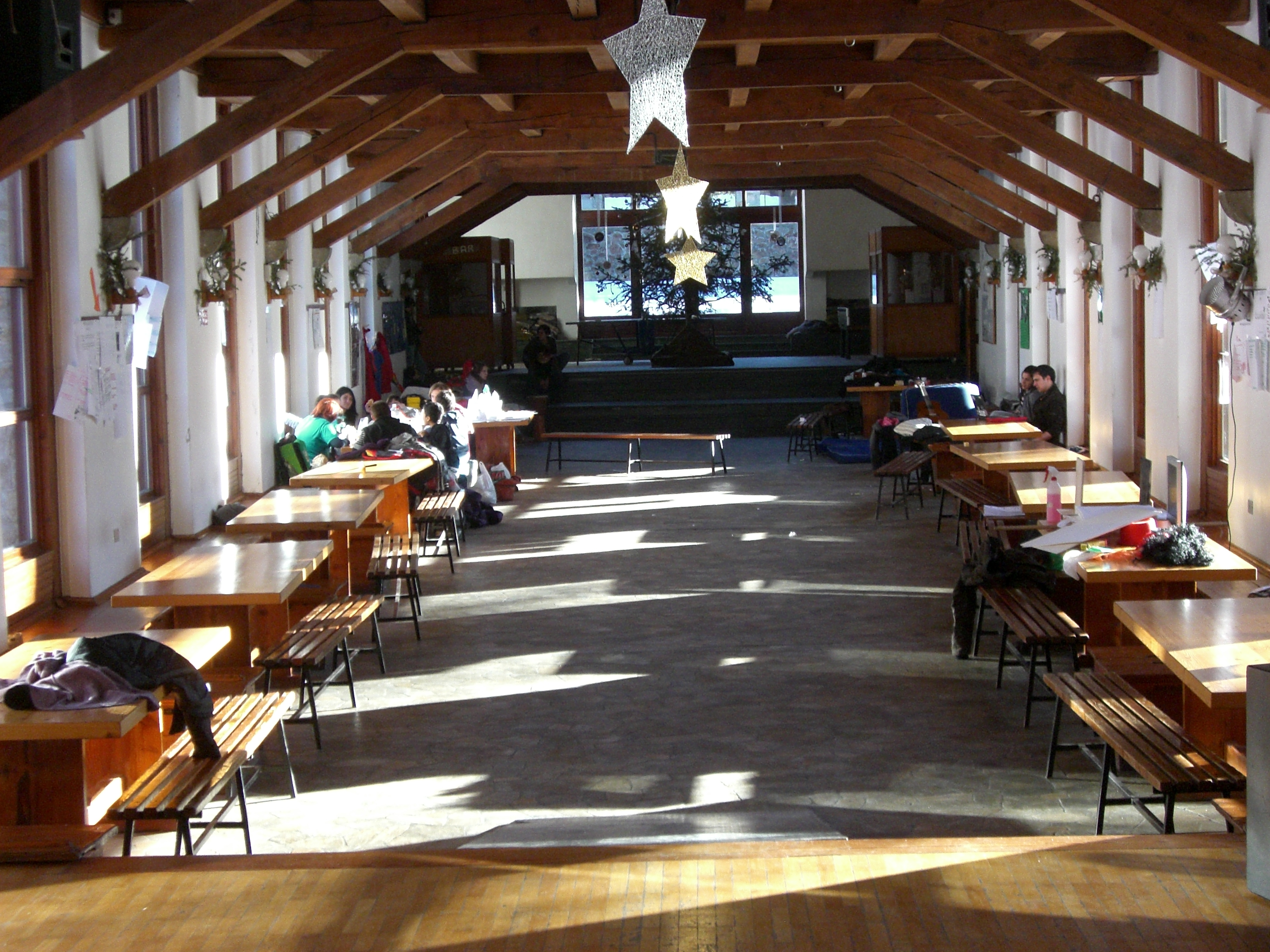
Begegnungszentrum Agape in Prali

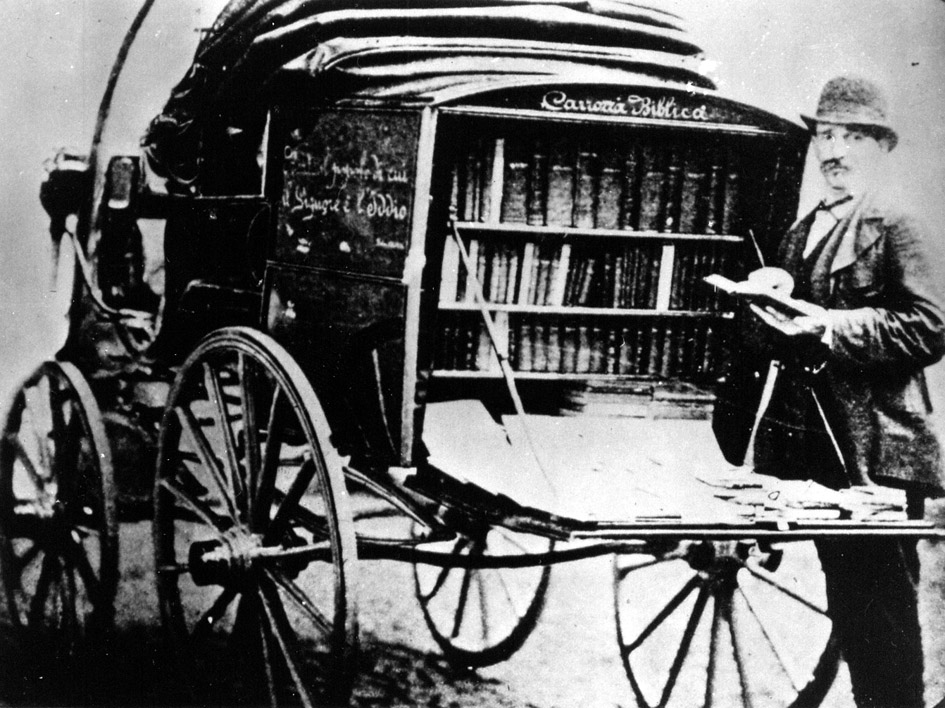
Kolporteur des Verlags Claudiana mit Bibelkarren, 19. Jahrhundert

Die Theologische Fakultät der Waldenser (Facoltà Valdese di Teologia) ist die älteste Einrichtung zum Studium der Evangelischen Theologie in Italien. Gegründet wurde sie 1855 in Torre Pellice. Von 1860 bis 1921 war sie im Palazzo Salviati in Florenz beheimatet. Seit 1921 befindet sich die Theologische Fakultät in Rom, in der Nachbarschaft der Waldenserkirche an der Piazza Cavour (Via Pietro Cossa).
In Torre Pellice besteht ein Gymnasium der Waldenser, das 1831 gegründete und 1835 erbaute Liceo Valdese. Es war eine Stiftung des anglikanischen Geistlichen W. S. Gilly nach dem Vorbild eines englischen College. Mit seiner Gründung wollte Gilly etwas gegen die Diskriminierung der Waldenser durch das damalige italienische Schulsystem tun.
Nach dem Zweiten Weltkrieg erbaute eine Gruppe Freiwilliger unter Leitung des Pfarrers Tullio Vinay in Prali nahe Turin das Begegnungszentrum Agape, ein Ort der Völkerverständigung sowie der politischen und christlichen Jugendbildung.
Die Waldenserkirche betreibt in ganz Italien Seniorenheime und Einrichtungen für Kinder sowie für Menschen mit Behinderungen, Gästehäuser und Kulturzentren. Sie unterhält insbesondere diakonische Einrichtungen in den sizilianischen Städten Riesi und Palermo. Das aus Spenden finanzierte Centro Diaconale «La Noce» in Palermo ist eine Schule mit zusätzlichen Fördereinrichtungen für Kinder sowie einem Gästehaus. Servizio Cristiano in Riesi bietet ebenfalls Förderangebote für Kinder, eine Schule und ein Freizeitheim.
Es gibt außerdem einen eigenen Verlag (Claudiana) und die Wochenzeitung Riforma.

## Ökumene
Die Waldenserkirche ist Mitglied der Konföderation der Evangelischen Kirchen Italiens, des Ökumenischen Rates der Kirchen, der Weltgemeinschaft Reformierter Kirchen, der Gemeinschaft Evangelischer Kirchen in Europa und der Konferenz Europäischer Kirchen. Im Jahr 1990 wurde mit den italienischen Baptisten eine gegenseitige Anerkennung beschlossen.

## Stellung gegenüber dem italienischen Staat
Die Verfassung der Italienischen Republik von 1948 stellte alle religiösen Bekenntnisse gleich, privilegierte aber die römisch-katholische Kirche und übernahm die Lateranverträge von 1929. Im Jahr 1984 wurde ein Teil der Lateranverträge revidiert. Der italienische Staat schloss nun auch mit anderen Glaubensgemeinschaften entsprechende Verträge, so mit der Evangelischen Waldenserkirche (Intesa).
Etwa 600.000 Italiener entscheiden sich dafür, mit acht Promille (otto per mille) ihres Steueraufkommens (Mandatssteuer) die Waldenserkirche zu unterstützen – viel mehr, als die Kirche selbst Mitglieder hat. Dieses Geld wird für soziale und karitative Zwecke verwendet, nicht für kirchliche Arbeit im engeren Sinn.
Die Waldenserkirche tritt für die weltanschauliche Neutralität des Staates und für die Trennung von Staat und Kirche ein. Die Moderatorin der Tavola Valdese, Maria Bonafede, begrüßte deshalb 2009 das Urteil des Europäischen Gerichtshofs für Menschenrechte, wonach Kruzifixe nicht in Klassenräumen aufgehängt werden sollen: „Es ist ein wichtiges Urteil, das endlich die Frage nach der öffentlichen Darstellung religiöser Symbole in einen europäischen Rahmen der Laizität und des Rechtsschutzes für alle stellt: – für alle Gläubigen, – für alle Gläubigen, die nicht der Mehrheitskonfession angehören und – für alle, die nicht gläubig sind.“

## Verhältnis zur römisch-katholischen Kirche
Die Beziehungen zur römisch-katholischen Kirche sind durch die Hypothek jahrhundertelanger Verfolgung durch die Inquisition belastet. Andererseits profitierte die Waldenserkirche bei ihrer Ausbreitung über ganz Italien im 19. Jahrhundert von der antiklerikalen und antikatholischen Stimmung in Teilen der italienischen Bevölkerung.
Am 22. Juni 2015 besuchte mit Papst Franziskus in Turin erstmals ein Papst eine waldensische Kirche. Er wurde vom dortigen Pastor Eugenio Bernadini (zugleich Moderator der Tavola Valdese) begrüßt. Papst Franziskus bat „um Vergebung für all jene unchristlichen, ja unmenschlichen Handlungen und Einstellungen, die wir in der Geschichte gegen euch gerichtet haben“. Pastor Bernadini verwies auf weiterhin offene Fragen: die katholische Kirche verweigert der Waldenserkirche (wie anderen Konfessionen auch) den Titel Kirche. Er sprach auch den Wunsch der Waldenser nach gemeinsamen Abendmahlsfeiern an: „Was die Christen eint, sind Brot und Wein und seine Worte, nicht unsere Interpretationen, die nicht Teil des Evangeliums sind.“
Die im darauffolgenden August in Torre Pellice tagende Synode nahm die Worte des Papstes mit „tiefem Respekt und innerer Bewegung“ entgegen, erklärte aber, nicht stellvertretend für die Märtyrer der Vergangenheit vergeben zu können. Man sei bereit, gemeinsam mit der römisch-katholischen Kirche ein neues Kapitel der Geschichte zu beginnen. Am 5. März 2016 empfing Papst Franziskus erstmals eine offizielle Delegation von Waldensern und Methodisten im Vatikan. Themen waren das Zeugnis der Christen in einer säkularen Welt und die Kooperation in sozialen Fragen, insbesondere angesichts der Tragödie der Migration, die Europa und die Kirchen herausfordere.

## Migration als Aufgabenfeld der Kirche
Gemeinsam mit der katholischen Gemeinschaft Sant’Egidio hat der italienische evangelische Kirchenbund das Projekt Mediterranean Hope ins Leben gerufen. Durch sogenannte humanitäre Visa werden Flüchtlinge sicher und legal nach Italien gebracht. Finanziert wird diese Arbeit durch das Geld, die die Evangelische Waldenserkirche über die Mandatssteuer einnimmt.
Viele Migranten haben sich in Italien den Waldensergemeinden angeschlossen. Man schätzt, dass 200.000 evangelische Immigranten in Italien leben; die meisten stammen aus Afrika oder Fernost. Die Evangelische Waldenserkirche sieht ihre Aufgabe auch darin, den neuen Mitgliedern bei der Integration in Italien zu helfen.